# Osmo Apunen
Osmo Kalevi Apunen, född 5 oktober 1938 i Kotka, död 16 oktober 2022 i Tammerfors var en finländsk statsvetare.
Apunen avlade politices doktorsexamen 1968. Han var 1972–1973 byråchef vid utrikesministeriet och utnämndes 1973 till professor i internationell politik vid Tammerfors universitet. Som forskare intresserade han sig bland annat för Finlands utrikes- och säkerhetspolitik, Finlands moderna historia och de internationella relationernas historia. Bland hans arbeten märks Suomi keisarillisen Saksan politiikassa 1914–1915 (1968), Paasikiven-Kekkosen linja (1977), Tilinteko Kekkosen aikaan (1984) och Murrosaikojen maailmanpolitiikassa (1998).

## Utmärkelser
- Riddartecknet av I klass av Finlands Vita Ros’ orden[1]

[Redigera Wikidata]